# Edward German
Sir Edward German, angleški skladatelj, * 17. februar 1862, Whitchurch, Shropshire, † 11. november 1936, London.
German je bil izjemno plodovit avtor scenske glasbe in naslednik Arthurja Sullivana na področju angleške komične opere.